# Copa Entre Ríos 2024-25
La Copa Entre Ríos de Fútbol 2024/25 es la séptima edición de la Copa Entre Ríos, el torneo de clubes más importante de la provincia homónima.
En el torneo, participan 39 equipos de las 15 ligas afiliadas a la Federación Entrerriana de Fútbol y otorga 2 cupos para el Torneo Regional Federal Amateur, siendo los cupos para ambos finalistas.

## Formato
El formato y sorteo se dieron a conocer durante la presentación y lanzamiento de la copa que se realizó en el Auditorio Arturo Humberto Illia de la ciudad de Concepción del Uruguay. El eveno fue transmitido por el canal oficial de la Federación Entrerriana de Fútbol.
Fase de grupos:
- Se confeccionaron 6 grupos de 4 equipos y 5 de 3 equipos, sorteados.
- Los primeros de cada grupo acceden a 8.os de final.
- Los mejores 5 segundos de las 11 zonas acceden a 8.os de final.

Octavos de final:
- Se confecciona una tabla general de clasificados con los 16 equipos de la siguiente manera: se ubicaran del puesto 1° al 11° los 11 equipos que lograron la primera posición en sus zonas ordenados según promedio de puntos obtenidos y partidos jugados, en caso de igualdad se dará lugar a (en orden): Mayor diferencia de goles, mayor cantidad de goles a favor, mayor cantidad de goles a favor como visitante, obtenidos en su zona, fair play y por último sorteo. Del puesto 12° al 16° los 5 equipos ubicados en el segundo puesto, ubicados según mejor promedio, deigualar en promedio se dará al criterio de desempate desarrollado con anterioridad.
- La disputarán los 16 equipos clasificados de la fase de grupos.
- Se jugará por el sistema de eliminación directa, a doble partido.
- El equipo mejor ubicado en la tabla general, será quién defina la serie de local.
- En caso de persistir la igualdad en el global, se definirá mediante tiros desde el punto penal.

Cuartos de final:
- Los disputarán los 8 equipos ganadores de la fase anterior.
- Se jugará por el sistema de eliminación directa, a doble partido.
- El equipo mejor ubicado, será quién defina la serie de local.
- En caso de persistir la igualdad en el global, se definirá mediante tiros desde el punto penal.

Semifinales:
- Las disputarán los 4 equipos ganadores de la fase anterior.
- Se jugará por el sistema de eliminación directa, a doble partido.
- El equipo mejor ubicado, será quién defina la serie de local.
- En caso de persistir la igualdad en el global, se definirá mediante tiros desde el punto penal.

Final:
- La disputarán los 2 equipos ganadores de la fase anterior.
- Se jugará a un solo partido, en cancha neutral.
- En caso de empate, se definirá mediante tiros desde el punto penal.
- Ambos finalistas clasifican al Torneo Regional Federal Amateur.

## Equipos participantes
| Zona | Equipo                                                         | Ciudad                 | Estadio                                    | Liga de origen                     |
| ---- | -------------------------------------------------------------- | ---------------------- | ------------------------------------------ | ---------------------------------- |
| 1    | Club Defensores de Belgrano                                    | Diamante               | Juan Pasquale                              | Liga Diamantina de Fútbol          |
| 1    | Club Don Bosco                                                 | Paraná                 | Dr. Julio Federik                          | Liga Paranaense                    |
| 1    | Club Deportivo Argentinos Juniors                              | Paraná                 | Club Deportivo Argentinos Juniors          | Liga Paranaense                    |
| 2    | Club Atlético María Grande                                     | María Grande           | Conrado Schamle                            | Liga de Paraná Campaña             |
| 2    | Asociación Deportiva y Cultural                                | Crespo                 | Eduardo Stieben Wirth                      | Liga de Paraná Campaña             |
| 2    | Club Atlético Unión                                            | Crespo                 | Mundialista 25 de Agosto                   | Liga de Paraná Campaña             |
| 3    | Patronato Football Club                                        | La Paz                 | Patronato Football Club                    | Liga Paceña                        |
| 3    | Club Barrio Congo                                              | La Paz                 | Pedro Guzmán Verón Patronato Football Club | Liga Paceña                        |
| 3    | Pádel Club Malvinas Argentinas                                 | La Paz                 | Patronato Football Club                    | Liga Paceña                        |
| 4    | Club Deportivo Los Teros                                       | San José de Feliciano  | Félix Alfredo Rico                         | Liga Felicianense                  |
| 4    | Club Social y Deportivo Talleres                               | Federal                | Oscar "Oso" Cis                            | Liga Federalense                   |
| 4    | El Silbido Atlético Club                                       | Federal                | Oscar "Oso" Cis                            | Liga Federalense                   |
| 5    | Centro Deportivo Mantero                                       | Villa Mantero          | Deportivo Mantero                          | Liga Regional de Basavilbaso       |
| 5    | Club Central Larroque                                          | Gualeguaychú           | Raúl Impini                                | Liga Departamental de Gualeguaychú |
| 5    | Club Deportivo Juventud Unida                                  | Gualeguaychú           | De los eucaliptos                          | Liga Departamental de Gualeguaychú |
| 6    | Club Atlético Caballú                                          | La Paz                 | Patronato Football Club                    | Liga Paceña                        |
| 6    | Club Sportivo Comercio e Industria                             | La Paz                 | Pedro Guzmán Verón                         | Liga Paceña                        |
| 6    | Club Social y Deportivo Santa Marta                            | Santa Elena            | Club Atlético Camba Cuá                    | Liga Paceña                        |
| 6    | Club Atlético Camba Cuá                                        | Santa Elena            | Club Atlético Camba Cuá                    | Liga Paceña                        |
| 7    | Club Atlético Lanús                                            | Concepción del Uruguay | Simón Luciano Plazaola                     | Liga de Concepción del Uruguay     |
| 7    | Club Atlético Colonia Elía                                     | Colonia Elía           | Cirilo Vereda                              | Liga de Concepción del Uruguay     |
| 7    | Club Unión y Recreo                                            | Villa San Justo        | Emeterio Mendoza                           | Liga Regional de Basavilbaso       |
| 7    | Club Deportivo Peñarol                                         | Basavilbaso            | Fortaleza del Pueblo Nuevo                 | Liga Regional de Basavilbaso       |
| 8    | Club Deportivo Urdinarrain                                     | Urdinarrain            | Teodoro Treisse                            | Liga Departamental de Gualeguaychú |
| 8    | Club Atlético Juventud Urdinarrain                             | Urdinarrain            | Juan Jorge Stauber                         | Liga Departamental de Gualeguaychú |
| 8    | Club Deportivo Ramsar Juniors                                  | Basavilbaso            | Vicente Bustamante                         | Liga Regional de Basavilbaso       |
| 8    | Club Defensores del Oeste                                      | Basavilbaso            | 12 de octubre                              | Liga Regional de Basavilbaso       |
| 9    | Agrupación Deportiva Estudiantil Villaguay                     | Villaguay              | Florentino Joannas                         | Liga Villaguayense                 |
| 9    | Club Atlético Unión y Fraternidad                              | San Salvador           | Ricardo Santos                             | Liga Villaguayense                 |
| 9    | Club Defensores de Colón                                       | Colón                  | Pedro Perico Espinosa                      | Liga Departamental de Colón        |
| 9    | Club Atlético Unidos                                           | Pueblo Liebig          | 20 de noviembre                            | Liga Departamental de Colón        |
| 10   | Club Atlético Independiente                                    | Villa del Rosario      | La Nueva Caldera                           | Liga de Chajarí                    |
| 10   | Club Atletico Mocoretá                                         | Mocoretá               | Club Atletico Mocoretá                     | Liga de Chajarí                    |
| 10   | Club Deportivo 1º De Mayo                                      | Chajarí                | Nuestra Señora de Lourdes                  | Liga de Chajarí                    |
| 10   | Asociación Civil Los Pumas                                     | Federación             | Humberto “chueco” Hartwig                  | Liga Federaense                    |
| 11   | Santa María de Oro Fútbol Club                                 | Concordia              | Justo Gamboa Ciudad de Concordia           | Liga Concordiense                  |
| 11   | Club Atlético Colegiales                                       | Concordia              | Parque Mitre Ciudad de Concordia           | Liga Concordiense                  |
| 11   | Club Atlético Libertad                                         | Concordia              | Parque Mitre                               | Liga Concordiense                  |
| 11   | Club Social Cultural y Deportivo Defensores de la Constitución | Concordia              | Ciudad de Concordia                        | Liga Concordiense                  |

## Etapa clasificatoria
Los participantes se distribuyeron en 6 zonas de 4 equipos cada uno y 5 zonas de 3. Los primeros de todas las zonas clasificarán a Octavos de final, al igual que los 5 mejores segundos de todas las zonas de acuerdo con el promedio entre puntos obtenidos y partidos disputados.
Los criterios de clasificación son los siguientes:
1. Puntos obtenidos.
2. Diferencia de goles.
3. Mayor cantidad de goles marcados.
4. Mayor cantidad de goles marcados como visitante.

### Zona 1

#### Tabla de posiciones
| Pos. | Equipo                            | Pts. | PJ | PG | PE | PP | GF | GC | Dif. |
| ---- | --------------------------------- | ---- | -- | -- | -- | -- | -- | -- | ---- |
| 1.º  | Don Bosco (Paraná)                | 10   | 4  | 3  | 1  | 0  | 15 | 5  | 10   |
| 2.º  | Defensores de Belgrano (Diamante) | 6    | 4  | 2  | 0  | 2  | 6  | 8  | −2   |
| 3.º  | Argentino Juniors (Paraná)        | 1    | 4  | 0  | 1  | 3  | 4  | 12 | −8   |

|  | Clasifican a octavos de final. |

#### Resultados
| Fecha 1              | Fecha 1   | Fecha 1              | Fecha 1                           | Fecha 1 | Fecha 1                 |
| Local                | Resultado | Visita               | Estadio                           | Hora    | Fecha                   |
| -------------------- | --------- | -------------------- | --------------------------------- | ------- | ----------------------- |
| Argentino Jrs. (P)   | 0 - 2     | Def. de Belgrano (D) | Club Deportivo Argentinos Juniors | 17:00   | 15 de diciembre de 2024 |
| Libre: Don Bosco (P) |           |                      |                                   |         |                         |

| Fecha 2                   | Fecha 2   | Fecha 2              | Fecha 2           | Fecha 2 | Fecha 2                 |
| Local                     | Resultado | Visita               | Estadio           | Hora    | Fecha                   |
| ------------------------- | --------- | -------------------- | ----------------- | ------- | ----------------------- |
| Don Bosco (P)             | 4 - 1     | Def. de Belgrano (D) | Dr. Julio Federik | 17:00   | 22 de diciembre de 2024 |
| Libre: Argentino Jrs. (P) |           |                      |                   |         |                         |

| Fecha 3                           | Fecha 3   | Fecha 3            | Fecha 3           | Fecha 3 | Fecha 3                 |
| Local                             | Resultado | Visita             | Estadio           | Hora    | Fecha                   |
| --------------------------------- | --------- | ------------------ | ----------------- | ------- | ----------------------- |
| Don Bosco (P)                     | 5 - 0     | Argentino Jrs. (P) | Dr. Julio Federik | 17:00   | 29 de diciembre de 2024 |
| Libre: Defensores de Belgrano (D) |           |                    |                   |         |                         |

| Fecha 4              | Fecha 4   | Fecha 4            | Fecha 4       | Fecha 4 | Fecha 4            |
| Local                | Resultado | Visita             | Estadio       | Hora    | Fecha              |
| -------------------- | --------- | ------------------ | ------------- | ------- | ------------------ |
| Def. de Belgrano (D) | 2 - 1     | Argentino Jrs. (P) | Juan Pasquale | 17:00   | 5 de enero de 2025 |
| Libre: Don Bosco (P) |           |                    |               |         |                    |

| Fecha 5                   | Fecha 5   | Fecha 5       | Fecha 5       | Fecha 5 | Fecha 5             |
| Local                     | Resultado | Visita        | Estadio       | Hora    | Fecha               |
| ------------------------- | --------- | ------------- | ------------- | ------- | ------------------- |
| Def. de Belgrano (D)      | 1 - 3     | Don Bosco (P) | Juan Pasquale | 17:00   | 14 de enero de 2025 |
| Libre: Argentino Jrs. (P) |           |               |               |         |                     |

| Fecha 6                     | Fecha 6   | Fecha 6       | Fecha 6                           | Fecha 6 | Fecha 6             |
| Local                       | Resultado | Visita        | Estadio                           | Hora    | Fecha               |
| --------------------------- | --------- | ------------- | --------------------------------- | ------- | ------------------- |
| Argentino Jrs. (P)          | 3 - 3     | Don Bosco (P) | Club Deportivo Argentinos Juniors | 18:00   | 18 de enero de 2025 |
| Libre: Def. de Belgrano (D) |           |               |                                   |         |                     |

### Zona 2

#### Tabla de posiciones
| Pos. | Equipo                | Pts. | PJ | PG | PE | PP | GF | GC | Dif. |
| ---- | --------------------- | ---- | -- | -- | -- | -- | -- | -- | ---- |
| 1.º  | Atlético María Grande | 9    | 4  | 3  | 0  | 1  | 5  | 1  | 4    |
| 2.º  | Cultural (Crespo)     | 6    | 4  | 2  | 0  | 2  | 4  | 3  | 1    |
| 3.º  | Unión (Crespo)        | 3    | 4  | 1  | 0  | 3  | 1  | 6  | −5   |

|  | Clasifican a octavos de final. |

#### Resultados
| Fecha 1             | Fecha 1   | Fecha 1   | Fecha 1         | Fecha 1 | Fecha 1                 |
| Local               | Resultado | Visita    | Estadio         | Hora    | Fecha                   |
| ------------------- | --------- | --------- | --------------- | ------- | ----------------------- |
| Atl. María Grande   | 2 - 0     | Unión (C) | Conrado Schamle | 20:00   | 14 de diciembre de 2024 |
| Libre: Cultural (C) |           |           |                 |         |                         |

| Fecha 2                  | Fecha 2   | Fecha 2   | Fecha 2               | Fecha 2 | Fecha 2                 |
| Local                    | Resultado | Visita    | Estadio               | Hora    | Fecha                   |
| ------------------------ | --------- | --------- | --------------------- | ------- | ----------------------- |
| Cultural (C)             | 3 - 0     | Unión (C) | Eduardo Stieben Wirth | 20:00   | 22 de diciembre de 2024 |
| Libre: Atl. María Grande |           |           |                       |         |                         |

| Fecha 3          | Fecha 3   | Fecha 3           | Fecha 3               | Fecha 3 | Fecha 3                 |
| Local            | Resultado | Visita            | Estadio               | Hora    | Fecha                   |
| ---------------- | --------- | ----------------- | --------------------- | ------- | ----------------------- |
| Cultural (C)     | 1 - 0     | Atl. María Grande | Eduardo Stieben Wirth | 20:00   | 29 de diciembre de 2024 |
| Libre: Unión (C) |           |                   |                       |         |                         |

| Fecha 4             | Fecha 4   | Fecha 4           | Fecha 4                  | Fecha 4 | Fecha 4            |
| Local               | Resultado | Visita            | Estadio                  | Hora    | Fecha              |
| ------------------- | --------- | ----------------- | ------------------------ | ------- | ------------------ |
| Unión (C)           | 0 - 1     | Atl. María Grande | Mundialista 25 de Agosto | 20:00   | 5 de enero de 2025 |
| Libre: Cultural (C) |           |                   |                          |         |                    |

| Fecha 5                  | Fecha 5   | Fecha 5      | Fecha 5                  | Fecha 5 | Fecha 5             |
| Local                    | Resultado | Visita       | Estadio                  | Hora    | Fecha               |
| ------------------------ | --------- | ------------ | ------------------------ | ------- | ------------------- |
| Unión (C)                | 1 - 0     | Cultural (C) | Mundialista 25 de Agosto | 20:00   | 12 de enero de 2025 |
| Libre: Atl. María Grande |           |              |                          |         |                     |

| Fecha 6           | Fecha 6   | Fecha 6      | Fecha 6         | Fecha 6 | Fecha 6             |
| Local             | Resultado | Visita       | Estadio         | Hora    | Fecha               |
| ----------------- | --------- | ------------ | --------------- | ------- | ------------------- |
| Atl. María Grande | 2 - 0     | Cultural (C) | Conrado Schamle | 20:00   | 19 de enero de 2025 |
| Libre: Unión (C)  |           |              |                 |         |                     |

### Zona 3

#### Tabla de posiciones
| Pos. | Equipo                | Pts. | PJ | PG | PE | PP | GF | GC | Dif. |
| ---- | --------------------- | ---- | -- | -- | -- | -- | -- | -- | ---- |
| 1.º  | Barrio Congo (La Paz) | 10   | 4  | 3  | 1  | 0  | 5  | 2  | 3    |
| 2.º  | Malvinas (La Paz)     | 5    | 4  | 1  | 2  | 1  | 5  | 2  | 3    |
| 3.º  | Patronato (La Paz)    | 1    | 4  | 0  | 1  | 3  | 1  | 7  | −6   |

|  | Clasifican a octavos de final. |

#### Resultados
| Fecha 1                  | Fecha 1   | Fecha 1       | Fecha 1                 | Fecha 1 | Fecha 1                 |
| Local                    | Resultado | Visita        | Estadio                 | Hora    | Fecha                   |
| ------------------------ | --------- | ------------- | ----------------------- | ------- | ----------------------- |
| Patronato (LP)           | 0 - 0     | Malvinas (LP) | Patronato Football Club | 17:00   | 15 de diciembre de 2024 |
| Libre: Barrio Congo (LP) |           |               |                         |         |                         |

| Fecha 2               | Fecha 2   | Fecha 2  | Fecha 2                 | Fecha 2 | Fecha 2                 |
| Local                 | Resultado | Visita   | Estadio                 | Hora    | Fecha                   |
| --------------------- | --------- | -------- | ----------------------- | ------- | ----------------------- |
| Barrio Congo          | 1 - 0     | Malvinas | Patronato Football Club | 20:30   | 21 de diciembre de 2024 |
| Libre: Patronato (LP) |           |          |                         |         |                         |

| Fecha 3              | Fecha 3   | Fecha 3        | Fecha 3            | Fecha 3 | Fecha 3                 |
| Local                | Resultado | Visita         | Estadio            | Hora    | Fecha                   |
| -------------------- | --------- | -------------- | ------------------ | ------- | ----------------------- |
| Barrio Congo (LP)    | 1 - 0     | Patronato (LP) | Pedro Guzmán Verón | 20:30   | 20 de diciembre de 2024 |
| Libre: Malvinas (LP) |           |                |                    |         |                         |

| Fecha 4                  | Fecha 4   | Fecha 4        | Fecha 4                 | Fecha 4 | Fecha 4            |
| Local                    | Resultado | Visita         | Estadio                 | Hora    | Fecha              |
| ------------------------ | --------- | -------------- | ----------------------- | ------- | ------------------ |
| Malvinas (LP)            | 4 - 0     | Patronato (LP) | Patronato Football Club | 17:30   | 5 de enero de 2025 |
| Libre: Barrio Congo (LP) |           |                |                         |         |                    |

| Fecha 5               | Fecha 5   | Fecha 5           | Fecha 5                 | Fecha 5 | Fecha 5             |
| Local                 | Resultado | Visita            | Estadio                 | Hora    | Fecha               |
| --------------------- | --------- | ----------------- | ----------------------- | ------- | ------------------- |
| Malvinas (LP)         | 1 - 1     | Barrio Congo (LP) | Patronato Football Club | 17:45   | 12 de enero de 2025 |
| Libre: Patronato (LP) |           |                   |                         |         |                     |

| Fecha 6              | Fecha 6   | Fecha 6           | Fecha 6                 | Fecha 6 | Fecha 6             |
| Local                | Resultado | Visita            | Estadio                 | Hora    | Fecha               |
| -------------------- | --------- | ----------------- | ----------------------- | ------- | ------------------- |
| Patronato (LP)       | 1 - 2     | Barrio Congo (LP) | Patronato Football Club | 17:45   | 19 de enero de 2025 |
| Libre: Malvinas (LP) |           |                   |                         |         |                     |

### Zona 4

#### Tabla de posiciones
| Pos. | Equipo                | Pts. | PJ | PG | PE | PP | GF | GC | Dif. |
| ---- | --------------------- | ---- | -- | -- | -- | -- | -- | -- | ---- |
| 1.º  | Los Teros (Feliciano) | 10   | 4  | 3  | 1  | 0  | 6  | 2  | 4    |
| 2.º  | Talleres (Federal)    | 7    | 4  | 2  | 1  | 1  | 3  | 2  | 1    |
| 3.º  | El Silbido (Federal)  | 0    | 4  | 0  | 0  | 4  | 1  | 6  | −5   |

|  | Clasifican a octavos de final. |

#### Resultados
| Fecha 1                   | Fecha 1   | Fecha 1               | Fecha 1         | Fecha 1 | Fecha 1                 |
| Local                     | Resultado | Visita                | Estadio         | Hora    | Fecha                   |
| ------------------------- | --------- | --------------------- | --------------- | ------- | ----------------------- |
| El Silbido (Federal)      | 0 - 2     | Los Teros (Feliciano) | Oscar "Oso" Cis | 17:00   | 15 de diciembre de 2024 |
| Libre: Talleres (Federal) |           |                       |                 |         |                         |

| Fecha 2            | Fecha 2   | Fecha 2               | Fecha 2         | Fecha 2 | Fecha 2                 |
| Local              | Resultado | Visita                | Estadio         | Hora    | Fecha                   |
| ------------------ | --------- | --------------------- | --------------- | ------- | ----------------------- |
| Talleres (Federal) | 1 - 1     | Los Teros (Feliciano) | Oscar "Oso" Cis | 17:30   | 22 de diciembre de 2024 |
| Libre: El Silbido  |           |                       |                 |         |                         |

| Fecha 3                      | Fecha 3   | Fecha 3              | Fecha 3         | Fecha 3 | Fecha 3         |
| Local                        | Resultado | Visita               | Estadio         | Hora    | Fecha           |
| ---------------------------- | --------- | -------------------- | --------------- | ------- | --------------- |
| Talleres (Federal)           | 1 - 0     | El Silbido (Federal) | Oscar "Oso" Cis | 17:00   | 29 de diciembre |
| Libre: Los Teros (Feliciano) |           |                      |                 |         |                 |

| Fecha 4                   | Fecha 4   | Fecha 4              | Fecha 4            | Fecha 4 | Fecha 4            |
| Local                     | Resultado | Visita               | Estadio            | Hora    | Fecha              |
| ------------------------- | --------- | -------------------- | ------------------ | ------- | ------------------ |
| Los Teros (Feliciano)     | 2 - 1     | El Silbido (Federal) | Félix Alfredo Rico | 17:00   | 5 de enero de 2025 |
| Libre: Talleres (Federal) |           |                      |                    |         |                    |

| Fecha 5                     | Fecha 5   | Fecha 5            | Fecha 5            | Fecha 5 | Fecha 5             |
| Local                       | Resultado | Visita             | Estadio            | Hora    | Fecha               |
| --------------------------- | --------- | ------------------ | ------------------ | ------- | ------------------- |
| Los Teros (Feliciano)       | 1 - 0     | Talleres (Federal) | Félix Alfredo Rico | 17:00   | 12 de enero de 2025 |
| Libre: El Silbido (Federal) |           |                    |                    |         |                     |

| Fecha 6                      | Fecha 6   | Fecha 6            | Fecha 6         | Fecha 6 | Fecha 6             |
| Local                        | Resultado | Visita             | Estadio         | Hora    | Fecha               |
| ---------------------------- | --------- | ------------------ | --------------- | ------- | ------------------- |
| El Silbido (Federal)         | 0 - 1     | Talleres (Federal) | Oscar "Oso" Cis | 17:00   | 19 de enero de 2025 |
| Libre: Los Teros (Feliciano) |           |                    |                 |         |                     |

### Zona 5

#### Tabla de posiciones
| Pos. | Equipo                        | Pts. | PJ | PG | PE | PP | GF | GC | Dif. |
| ---- | ----------------------------- | ---- | -- | -- | -- | -- | -- | -- | ---- |
| 1.º  | Central Larroque              | 8    | 4  | 2  | 2  | 0  | 6  | 3  | 3    |
| 2.º  | Juventud Unida (Gualeguaychú) | 7    | 4  | 2  | 1  | 1  | 7  | 2  | 5    |
| 3.º  | Deportivo Mantero             | 1    | 4  | 0  | 1  | 3  | 1  | 8  | −7   |

|  | Clasifican a octavos de final. |

#### Resultados
| Fecha 1              | Fecha 1   | Fecha 1      | Fecha 1           | Fecha 1 | Fecha 1                 |
| Local                | Resultado | Visita       | Estadio           | Hora    | Fecha                   |
| -------------------- | --------- | ------------ | ----------------- | ------- | ----------------------- |
| Juventud Unida (Ghú) | 1 - 0     | Dep. Mantero | De los eucaliptos | 21:00   | 13 de diciembre de 2024 |
| Libre:               |           |              |                   |         |                         |

| Fecha 2          | Fecha 2   | Fecha 2     | Fecha 2   | Fecha 2 | Fecha 2                 |
| Local            | Resultado | Visita      | Estadio   | Hora    | Fecha                   |
| ---------------- | --------- | ----------- | --------- | ------- | ----------------------- |
| Central Larroque | 2 - 0     | Dep Mantero | El Fortín | 20:30   | 22 de diciembre de 2024 |
| Libre:           |           |             |           |         |                         |

| Fecha 3                  | Fecha 3   | Fecha 3               | Fecha 3   | Fecha 3 | Fecha 3                 |
| Local                    | Resultado | Visita                | Estadio   | Hora    | Fecha                   |
| ------------------------ | --------- | --------------------- | --------- | ------- | ----------------------- |
| Central Larroque         | 2 - 1     | Juventud Unida (Gchú) | El Fortín | 19:00   | 28 de diciembre de 2024 |
| Libre: Deportivo Mantero |           |                       |           |         |                         |

| Fecha 4                 | Fecha 4   | Fecha 4               | Fecha 4           | Fecha 4 | Fecha 4            |
| Local                   | Resultado | Visita                | Estadio           | Hora    | Fecha              |
| ----------------------- | --------- | --------------------- | ----------------- | ------- | ------------------ |
| Dep. Mantero            | 0 - 4     | Juventud Unida (Gchú) | Deportivo Mantero | 19:00   | 8 de enero de 2025 |
| Libre: Central Larroque |           |                       |                   |         |                    |

| Fecha 5                      | Fecha 5   | Fecha 5          | Fecha 5           | Fecha 5 | Fecha 5             |
| Local                        | Resultado | Visita           | Estadio           | Hora    | Fecha               |
| ---------------------------- | --------- | ---------------- | ----------------- | ------- | ------------------- |
| Dep. Mantero                 | 1 - 1     | Central Larroque | Deportivo Mantero | 17:00   | 11 de enero de 2025 |
| Libre: Juventud Unida (Gchú) |           |                  |                   |         |                     |

| Fecha 6             | Fecha 6   | Fecha 6          | Fecha 6           | Fecha 6 | Fecha 6             |
| Local               | Resultado | Visita           | Estadio           | Hora    | Fecha               |
| ------------------- | --------- | ---------------- | ----------------- | ------- | ------------------- |
| Juv. Unida (Gchú)   | 1 - 1     | Central Larroque | De los eucaliptos | 20:00   | 17 de enero de 2025 |
| Libre: Dep. Mantero |           |                  |                   |         |                     |

### Zona 6

#### Tabla de posiciones
| Pos. | Equipo                        | Pts. | PJ | PG | PE | PP | GF | GC | Dif. |
| ---- | ----------------------------- | ---- | -- | -- | -- | -- | -- | -- | ---- |
| 1.º  | Caballú (La Paz)              | 13   | 6  | 4  | 1  | 1  | 8  | 2  | 6    |
| 2.º  | Camba Cuá (Santa Elena)       | 11   | 6  | 3  | 2  | 1  | 5  | 3  | 2    |
| 3.º  | Santa Marta (Santa Elena)     | 6    | 6  | 1  | 3  | 2  | 9  | 8  | 1    |
| 4.º  | Comercio e Industria (La Paz) | 2    | 6  | 0  | 2  | 4  | 3  | 12 | −9   |

|  | Clasifican a octavos de final. |

#### Resultados
| Fecha 1                   | Fecha 1   | Fecha 1          | Fecha 1                 | Fecha 1 | Fecha 1                 |
| Local                     | Resultado | Visita           | Estadio                 | Hora    | Fecha                   |
| ------------------------- | --------- | ---------------- | ----------------------- | ------- | ----------------------- |
| Comercio e Industria (LP) | 2 - 2     | Santa Marta (SE) | Pedro Guzmán Verón      | 20:00   | 14 de diciembre de 2024 |
| Camba Cuá (SE)            | 1 - 0     | Caballú (LP)     | Club Atlético Camba Cuá | 17:30   | 15 de diciembre de 2024 |

| Fecha 2                   | Fecha 2   | Fecha 2          | Fecha 2                 | Fecha 2 | Fecha 2                 |
| Local                     | Resultado | Visita           | Estadio                 | Hora    | Fecha                   |
| ------------------------- | --------- | ---------------- | ----------------------- | ------- | ----------------------- |
| Camba Cuá (SE)            | 1 - 1     | Santa Marta (SE) | Club Atlético Camba Cuá | 17:30   | 22 de diciembre de 2024 |
| Comercio e Industria (LP) | 1 - 1     | Caballú (LP)     | Pedro Guzmán Verón      | 19:30   | 22 de diciembre de 2024 |

| Fecha 3                   | Fecha 3   | Fecha 3        | Fecha 3                 | Fecha 3 | Fecha 3                 |
| Local                     | Resultado | Visita         | Estadio                 | Hora    | Fecha                   |
| ------------------------- | --------- | -------------- | ----------------------- | ------- | ----------------------- |
| Santa Marta (SE)          | 0 - 1     | Caballú (LP)   | Club Atlético Camba Cuá | 17:30   | 29 de diciembre de 2024 |
| Comercio e Industria (LP) | 0 - 1     | Camba Cuá (SE) | Pedro Guzmán Verón      | 20:00   | 29 de diciembre de 2024 |

| Fecha 4          | Fecha 4   | Fecha 4                   | Fecha 4                 | Fecha 4 | Fecha 4            |
| Local            | Resultado | Visita                    | Estadio                 | Hora    | Fecha              |
| ---------------- | --------- | ------------------------- | ----------------------- | ------- | ------------------ |
| Santa Marta (SE) | 5 - 0     | Comercio e Industria (LP) | Club Atlético Camba Cuá | 17:30   | 5 de enero de 2025 |
| Caballú (LP)     | 1 - 0     | Camba Cuá (SE)            | Patronato Football Club | 17:30   | 4 de enero de 2025 |

| Fecha 5          | Fecha 5   | Fecha 5                   | Fecha 5                 | Fecha 5 | Fecha 5             |
| Local            | Resultado | Visita                    | Estadio                 | Hora    | Fecha               |
| ---------------- | --------- | ------------------------- | ----------------------- | ------- | ------------------- |
| Santa Marta (SE) | 1 - 1     | Camba Cuá (SE)            | Club Atlético Camba Cuá | 17:30   | 12 de enero de 2025 |
| Caballú (LP)     | 2 - 0     | Comercio e Industria (LP) | Patronato Football Club | 17:45   | 11 de enero de 2025 |

| Fecha 6        | Fecha 6   | Fecha 6                   | Fecha 6                 | Fecha 6 | Fecha 6             |
| Local          | Resultado | Visita                    | Estadio                 | Hora    | Fecha               |
| -------------- | --------- | ------------------------- | ----------------------- | ------- | ------------------- |
| Caballú (LP)   | 3 - 0     | Santa Marta (SE)          | Patronato Football Club | 18:00   | 17 de enero de 2025 |
| Camba Cuá (SE) | 1 - 0     | Comercio e Industria (LP) | Club Atlético Camba Cuá | 17:45   | 19 de enero de 2025 |

### Zona 7

#### Tabla de posiciones
| Pos. | Equipo                         | Pts. | PJ | PG | PE | PP | GF | GC | Dif. |
| ---- | ------------------------------ | ---- | -- | -- | -- | -- | -- | -- | ---- |
| 1.º  | Lanús (Concepción del Uruguay) | 9    | 6  | 2  | 3  | 1  | 8  | 7  | 1    |
| 2.º  | Atlético Colonia Elía          | 9    | 6  | 3  | 0  | 3  | 6  | 7  | −1   |
| 3.º  | Unión y Recreo (San Justo)     | 8    | 6  | 2  | 2  | 2  | 7  | 6  | 1    |
| 4.º  | Peñarol (Basavilbaso)          | 7    | 6  | 2  | 1  | 3  | 5  | 6  | −1   |

|  | Clasifican a octavos de final. |

#### Resultados
| Fecha 1           | Fecha 1   | Fecha 1             | Fecha 1                    | Fecha 1 | Fecha 1                 |
| Local             | Resultado | Visita              | Estadio                    | Hora    | Fecha                   |
| ----------------- | --------- | ------------------- | -------------------------- | ------- | ----------------------- |
| Peñarol (BB)      | 0 - 0     | Lanús (CdU)         | Fortaleza del Pueblo Nuevo | 17:30   | 15 de diciembre de 2024 |
| Atl. Colonia Elía | 0 - 2     | Unión y Recreo (SJ) | Cirilo Vereda              | 21:00   | 18 de diciembre de 2024 |

| Fecha 2             | Fecha 2   | Fecha 2      | Fecha 2          | Fecha 2 | Fecha 2                 |
| Local               | Resultado | Visita       | Estadio          | Hora    | Fecha                   |
| ------------------- | --------- | ------------ | ---------------- | ------- | ----------------------- |
| Atl. Colonia Elía   | 2 - 1     | Lanús (CdU)  | Cirilo Vereda    | 17:00   | 22 de diciembre de 2024 |
| Unión y Recreo (SJ) | 1 - 2     | Peñarol (BB) | Emeterio Mendoza | 17:00   | 22 de diciembre de 2024 |

| Fecha 3      | Fecha 3   | Fecha 3             | Fecha 3                    | Fecha 3 | Fecha 3                 |
| Local        | Resultado | Visita              | Estadio                    | Hora    | Fecha                   |
| ------------ | --------- | ------------------- | -------------------------- | ------- | ----------------------- |
| Lanús (CdU)  | 1 - 1     | Unión y Recreo (SJ) | Simón Luciano Plazaola     | 18:00   | 29 de diciembre de 2024 |
| Peñarol (BB) | 1 - 2     | Atl. Colonia Elía   | Fortaleza del Pueblo Nuevo | 17:00   | 29 de diciembre de 2024 |

| Fecha 4                    | Fecha 4   | Fecha 4           | Fecha 4                | Fecha 4 | Fecha 4            |
| Local                      | Resultado | Visita            | Estadio                | Hora    | Fecha              |
| -------------------------- | --------- | ----------------- | ---------------------- | ------- | ------------------ |
| Lanús (CdU)                | 2 - 1     | Peñarol (BB)      | Simón Luciano Plazaola | 18:00   | 5 de enero de 2024 |
| Unión y Recreo (San Justo) | 1 - 0     | Atl. Colonia Elía | Emeterio Mendoza       | 17:00   | 5 de enero de 2024 |

| Fecha 5      | Fecha 5   | Fecha 5             | Fecha 5                    | Fecha 5 | Fecha 5             |
| Local        | Resultado | Visita              | Estadio                    | Hora    | Fecha               |
| ------------ | --------- | ------------------- | -------------------------- | ------- | ------------------- |
| Lanús (CdU)  | 2 - 1     | Atl. Colonia Elía   | Simón Luciano Plazaola     | 18:00   | 12 de enero de 2025 |
| Peñarol (BB) | 1 - 0     | Unión y Recreo (SJ) | Fortaleza del Pueblo Nuevo | 17:00   | 12 de enero de 2025 |

| Fecha 6             | Fecha 6   | Fecha 6      | Fecha 6          | Fecha 6 | Fecha 6             |
| Local               | Resultado | Visita       | Estadio          | Hora    | Fecha               |
| ------------------- | --------- | ------------ | ---------------- | ------- | ------------------- |
| Unión y Recreo (SJ) | 2 - 2     | Lanús (CdU)  | Emeterio Mendoza | 17:30   | 19 de enero de 2025 |
| Atl. Colonia Elía   | 1 - 0     | Peñarol (BB) | Cirilo Vereda    | 17:30   | 19 de enero de 2025 |

### Zona 8

#### Tabla de posiciones
| Pos. | Equipo                             | Pts. | PJ | PG | PE | PP | GF | GC | Dif. |
| ---- | ---------------------------------- | ---- | -- | -- | -- | -- | -- | -- | ---- |
| 1.º  | Deportivo Urdinarrain              | 16   | 6  | 5  | 1  | 0  | 14 | 3  | 11   |
| 2.º  | Juventud Urdinarrain               | 13   | 6  | 4  | 1  | 1  | 12 | 8  | 4    |
| 3.º  | Ramsar Jrs. (Basavilbaso)          | 4    | 6  | 1  | 1  | 4  | 4  | 8  | −4   |
| 4.º  | Defensores del Oeste (Basavilbaso) | 1    | 6  | 0  | 1  | 5  | 3  | 14 | −11  |

|  | Clasifican a octavos de final. |

#### Resultados
| Fecha 1          | Fecha 1   | Fecha 1                   | Fecha 1            | Fecha 1 | Fecha 1                 |
| Local            | Resultado | Visita                    | Estadio            | Hora    | Fecha                   |
| ---------------- | --------- | ------------------------- | ------------------ | ------- | ----------------------- |
| Juv. Urdinarrain | 4 - 2     | Defensores del Oeste (BB) | Juan Jorge Stauber | 21:00   | 15 de diciembre de 2024 |
| Dep. Urdinarrain | 1 - 0     | Ramsar Jrs. (BB)          | Teodoro Treisse    | 21:00   | 17 de diciembre de 2024 |

| Fecha 2          | Fecha 2   | Fecha 2                   | Fecha 2            | Fecha 2 | Fecha 2                 |
| Local            | Resultado | Visita                    | Estadio            | Hora    | Fecha                   |
| ---------------- | --------- | ------------------------- | ------------------ | ------- | ----------------------- |
| Ramsar Jrs. (BB) | 1 - 0     | Defensores del Oeste (BB) | Vicente Bustamante | 17:00   | 22 de diciembre de 2024 |
| Dep. Urdinarrain | 1 - 1     | Juv. Urdinarrain          | Teodoro Treisse    | 21:00   | 22 de diciembre de 2024 |

| Fecha 3             | Fecha 3   | Fecha 3          | Fecha 3            | Fecha 3 | Fecha 3                 |
| Local               | Resultado | Visita           | Estadio            | Hora    | Fecha                   |
| ------------------- | --------- | ---------------- | ------------------ | ------- | ----------------------- |
| Def. del Oeste (BB) | 0 - 2     | Dep. Urdinarrain | 12 de octubre      | 21:00   | 29 de diciembre de 2024 |
| Juv. Urdinarrain    | 2 - 1     | Ramsar Jrs. (BB) | Juan Jorge Stauber | 20:30   | 28 de diciembre de 2024 |

| Fecha 4             | Fecha 4   | Fecha 4          | Fecha 4            | Fecha 4 | Fecha 4            |
| Local               | Resultado | Visita           | Estadio            | Hora    | Fecha              |
| ------------------- | --------- | ---------------- | ------------------ | ------- | ------------------ |
| Def. del Oeste (BB) | 0 - 2     | Juv. Urdinarrain | 12 de octubre      | 20:30   | 5 de enero de 2025 |
| Ramsar Jrs. (BB)    | 1 - 2     | Dep. Urdinarrain | Vicente Bustamante | 17:00   | 5 de enero de 2025 |

| Fecha 5             | Fecha 5   | Fecha 5          | Fecha 5            | Fecha 5 | Fecha 5             |
| Local               | Resultado | Visita           | Estadio            | Hora    | Fecha               |
| ------------------- | --------- | ---------------- | ------------------ | ------- | ------------------- |
| Def. del Oeste (Bb) | 1 - 1     | Ramsar Jrs. (BB) | 12 de octubre      | 21:00   | 12 de enero de 2025 |
| Juv. Urdinarrain    | 1 - 4     | Dep. Urdinarrain | Juan Jorge Stauber | 20:30   | 12 de enero de 2025 |

| Fecha 6          | Fecha 6   | Fecha 6             | Fecha 6            | Fecha 6             | Fecha 6 |
| Local            | Resultado | Visita              | Estadio            | Hora                | Fecha   |
| ---------------- | --------- | ------------------- | ------------------ | ------------------- | ------- |
| Dep. Urdinarrain | 4 - 0     | Def. del Oeste (BB) | Teodoro Treisse    | 17 de enero de 2025 | 20:30   |
| Ramsar Jrs. (BB) | 0 - 2     | Juv. Urdinarrain    | Vicente Bustamante | 18 de enero de 2025 | 17:30   |

1. ↑  Encuentro suspendido a los 35 minutos del segundo tiempo debido a agresiones de un jugador de Ramsar a jugadores y cuerpo técnico de Juventud Urdinarrain. El Tribunal de Disciplina dio por finalizado el partido manteniendo el resultado.[2]

### Zona 9

#### Tabla de posiciones
| Pos. | Equipo                             | Pts. | PJ | PG | PE | PP | GF | GC | Dif. |
| ---- | ---------------------------------- | ---- | -- | -- | -- | -- | -- | -- | ---- |
| 1.º  | ADEV (Villaguay)                   | 14   | 6  | 4  | 2  | 0  | 16 | 9  | 7    |
| 2.º  | Defensores de Colón                | 11   | 6  | 3  | 2  | 1  | 15 | 8  | 7    |
| 3.º  | Unidos (Liebig)                    | 5    | 6  | 1  | 2  | 3  | 10 | 14 | −4   |
| 4.º  | Unión y Fraternidad (San Salvador) | 3    | 6  | 1  | 0  | 5  | 4  | 11 | −7   |

|  | Clasifican a octavos de final. |

#### Resultados
| Fecha 1                  | Fecha 1   | Fecha 1          | Fecha 1               | Fecha 1 | Fecha 1                 |
| Local                    | Resultado | Visita           | Estadio               | Hora    | Fecha                   |
| ------------------------ | --------- | ---------------- | --------------------- | ------- | ----------------------- |
| Def. de Colón            | 2 - 2     | ADEV (Villaguay) | Pedro Perico Espinosa | 20:00   | 15 de diciembre de 2024 |
| Unión y Fraternidad (SS) | 2 - 1     | Unidos (L)       | Ricardo Santos        | 19:00   | 15 de diciembre de 2024 |

| Fecha 2                  | Fecha 2   | Fecha 2             | Fecha 2         | Fecha 2 | Fecha 2                 |
| Local                    | Resultado | Visita              | Estadio         | Hora    | Fecha                   |
| ------------------------ | --------- | ------------------- | --------------- | ------- | ----------------------- |
| Unión y Fraternidad (SS) | 0 - 1     | ADEV (Villaguay)    | Ricardo Santos  | 19.00   | 22 de diciembre de 2024 |
| Unidos (L)               | 2 - 4     | Defensores de Colón | 20 de noviembre | 19.00   | 22 de diciembre de 2024 |

| Fecha 3          | Fecha 3   | Fecha 3                  | Fecha 3               | Fecha 3 | Fecha 3                 |
| Local            | Resultado | Visita                   | Estadio               | Hora    | Fecha                   |
| ---------------- | --------- | ------------------------ | --------------------- | ------- | ----------------------- |
| ADEV (Villaguay) | 3 - 3     | Unidos (L)               | Florentino Joannas    | 17:30   | 29 de diciembre de 2024 |
| Def. de Colón    | 2 - 0     | Unión y Fraternidad (SS) | Pedro Perico Espinosa | 20:00   | 29 de diciembre de 2024 |

| Fecha 4          | Fecha 4   | Fecha 4                  | Fecha 4            | Fecha 4 | Fecha 4            |
| Local            | Resultado | Visita                   | Estadio            | Hora    | Fecha              |
| ---------------- | --------- | ------------------------ | ------------------ | ------- | ------------------ |
| ADEV (Villaguay) | 3 - 2     | Def. de Colón            | Florentino Joannas | 18:00   | 5 de enero de 2025 |
| Unidos (L)       | 2 - 1     | Unión y Fraternidad (SS) | 20 de noviembre    | 18:00   | 5 de enero de 2025 |

| Fecha 5          | Fecha 5   | Fecha 5                  | Fecha 5               | Fecha 5 | Fecha 5             |
| Local            | Resultado | Visita                   | Estadio               | Hora    | Fecha               |
| ---------------- | --------- | ------------------------ | --------------------- | ------- | ------------------- |
| ADEV (Villaguay) | 4 - 1     | Unión y Fraternidad (SS) | Florentino Joannas    | 18:00   | 12 de enero de 2025 |
| Def. de Colón    | 1 - 1     | Unidos (L)               | Pedro Perico Espinosa | 17:00   | 12 de enero de 2025 |

| Fecha 6                  | Fecha 6   | Fecha 6          | Fecha 6         | Fecha 6 | Fecha 6             |
| Local                    | Resultado | Visita           | Estadio         | Hora    | Fecha               |
| ------------------------ | --------- | ---------------- | --------------- | ------- | ------------------- |
| Unidos (L)               | 1 - 3     | ADEV (Villaguay) | 20 de noviembre | 17:30   | 19 de enero de 2025 |
| Unión y Fraternidad (SS) | 0 - 4     | Def. de Colón    | Ricardo Santos  | 19:00   | 19 de enero de 2025 |

### Zona 10

#### Tabla de posiciones
| Pos. | Equipo                            | Pts. | PJ | PG | PE | PP | GF | GC | Dif. |
| ---- | --------------------------------- | ---- | -- | -- | -- | -- | -- | -- | ---- |
| 1.º  | Independiente (Villa del Rosario) | 15   | 6  | 5  | 0  | 1  | 13 | 4  | 9    |
| 2.º  | Atlético Mocoretá                 | 10   | 6  | 3  | 1  | 2  | 13 | 14 | −1   |
| 3.º  | 1.º de Mayo (Chajarí)             | 7    | 6  | 2  | 1  | 3  | 7  | 11 | −4   |
| 4.º  | Los Pumas (Federación)            | 3    | 6  | 1  | 0  | 5  | 12 | 10 | 2    |

|  | Clasifican a octavos de final. |

#### Resultados
| Fecha 1              | Fecha 1   | Fecha 1             | Fecha 1                | Fecha 1 | Fecha 1                 |
| Local                | Resultado | Visita              | Estadio                | Hora    | Fecha                   |
| -------------------- | --------- | ------------------- | ---------------------- | ------- | ----------------------- |
| 1º de Mayo (Chajarí) | 1 - 0     | Los Pumas (Fción)   | Virgen de Lourdes      | 21:00   | 18 de diciembre de 2024 |
| Atl. Mocoretá        | 2 - 1     | Independiente (VdR) | Club Atletico Mocoretá | 17:00   | 15 de diciembre de 2024 |

| Fecha 2             | Fecha 2   | Fecha 2                | Fecha 2                | Fecha 2 | Fecha 2         |
| Local               | Resultado | Visita                 | Estadio                | Hora    | Fecha           |
| ------------------- | --------- | ---------------------- | ---------------------- | ------- | --------------- |
| Independiente (VdR) | 4 - 1     | Los Pumas (Fción)      | La Nueva Caldera       | 20:00   | 22 de diciembre |
| Atl. Mocoretá       | 2 - 1     | 1ro. de Mayo (Chajarí) | Club Atletico Mocoretá | 17:30   | 22 de diciembre |

| Fecha 3                | Fecha 3   | Fecha 3             | Fecha 3                   | Fecha 3 | Fecha 3                 |
| Local                  | Resultado | Visita              | Estadio                   | Hora    | Fecha                   |
| ---------------------- | --------- | ------------------- | ------------------------- | ------- | ----------------------- |
| 1ro. de Mayo (Chajarí) | 1 - 3     | Independiente (VdR) | Virgen de Lourdes         | 17:30   | 28 de diciembre de 2024 |
| Los Pumas (Fción)      | 5 - 2     | Atl. Mocoretá       | Humberto “chueco” Hartwig | 18:00   | 29 de diciembre de 2024 |

| Fecha 4             | Fecha 4   | Fecha 4              | Fecha 4                   | Fecha 4 | Fecha 4            |
| Local               | Resultado | Visita               | Estadio                   | Hora    | Fecha              |
| ------------------- | --------- | -------------------- | ------------------------- | ------- | ------------------ |
| Los Pumas (Fción)   | 0 - 1     | 1º de Mayo (Chajarí) | Humberto “chueco” Hartwig | 19:00   | 4 de enero de 2025 |
| Independiente (VdR) | 1 - 0     | Atl. Mocoretá        | La Nueva Caldera          | 20:30   | 4 de enero de 2025 |

| Fecha 5               | Fecha 5   | Fecha 5             | Fecha 5                   | Fecha 5 | Fecha 5             |
| Local                 | Resultado | Visita              | Estadio                   | Hora    | Fecha               |
| --------------------- | --------- | ------------------- | ------------------------- | ------- | ------------------- |
| 1.º de Mayo (Chajarí) | 3 - 3     | Atl. Mocoretá       | Virgen de Lourdes         | 18:00   | 11 de enero de 2025 |
| Los Pumas (Fción)     | 0 - 1     | Independiente (VdR) | Humberto “chueco” Hartwig | 20:00   | 15 de enero de 2025 |

| Fecha 6             | Fecha 6   | Fecha 6               | Fecha 6                | Fecha 6 | Fecha 6             |
| Local               | Resultado | Visita                | Estadio                | Hora    | Fecha               |
| ------------------- | --------- | --------------------- | ---------------------- | ------- | ------------------- |
| Atl. Mocoretá       | 4 - 3     | Los Pumas (Fción)     | Club Atletico Mocoretá | 18:00   | 19 de enero de 2025 |
| Independiente (VdR) | 3 - 0     | 1.º de Mayo (Chajarí) | La Nueva Caldera       | 19:30   | 19 de enero de 2025 |

### Zona 11

#### Tabla de posiciones
| Pos. | Equipo                         | Pts. | PJ | PG | PE | PP | GF | GC | Dif. |
| ---- | ------------------------------ | ---- | -- | -- | -- | -- | -- | -- | ---- |
| 1.º  | Colegiales (Concordia)         | 14   | 6  | 4  | 2  | 0  | 7  | 1  | 6    |
| 2.º  | Libertad (Concordia)           | 6    | 6  | 2  | 0  | 4  | 6  | 6  | 0    |
| 3.º  | Constitución (Concordia)       | 6    | 6  | 1  | 3  | 2  | 5  | 8  | −3   |
| 4.º  | Santa María de Oro (Concordia) | 5    | 4  | 1  | 2  | 1  | 4  | 8  | −4   |

|  | Clasifican a octavos de final. |

#### Resultados
| Fecha 1             | Fecha 1   | Fecha 1                   | Fecha 1             | Fecha 1 | Fecha 1                 |
| Local               | Resultado | Visita                    | Estadio             | Hora    | Fecha                   |
| ------------------- | --------- | ------------------------- | ------------------- | ------- | ----------------------- |
| Constitución (Cdia) | 2 - 2     | Santa María de Oro (Cdia) | Ciudad de Concordia | 20:30   | 16 de diciembre de 2024 |
| Colegiales (Cdia)   | 1 - 0     | Libertad (Cdia)           | Ciudad de Concordia | 20:30   | 17 de diciembre de 2024 |

| Fecha 2           | Fecha 2   | Fecha 2                   | Fecha 2             | Fecha 2 | Fecha 2                 |
| Local             | Resultado | Visita                    | Estadio             | Hora    | Fecha                   |
| ----------------- | --------- | ------------------------- | ------------------- | ------- | ----------------------- |
| Colegiales (Cdia) | 0 - 0     | Santa María de Oro (Cdia) | Ciudad de Concordia | 19:00   | 22 de diciembre de 2024 |
| Libertad (Cdia)   | 1 - 1     | Constitución (Cdia)       | Parque Mitre        | 19:00   | 23 de diciembre de 2024 |

| Fecha 3                   | Fecha 3   | Fecha 3           | Fecha 3      | Fecha 3 | Fecha 3                 |
| Local                     | Resultado | Visita            | Estadio      | Hora    | Fecha                   |
| ------------------------- | --------- | ----------------- | ------------ | ------- | ----------------------- |
| Santa María de Oro (Cdia) | 1 - 2     | Libertad (Cdia)   | Justo Gamboa | 17:00   | 29 de diciembre de 2024 |
| Constitución (Cdia)       | 1 - 1     | Colegiales (Cdia) | e Concordia  | 20:00   | 29 de diciembre de 2024 |

| Fecha 4                   | Fecha 4   | Fecha 4             | Fecha 4      | Fecha 4 | Fecha 4            |
| Local                     | Resultado | Visita              | Estadio      | Hora    | Fecha              |
| ------------------------- | --------- | ------------------- | ------------ | ------- | ------------------ |
| Santa María de Oro (Cdia) | 1 - 0     | Constitución (Cdia) | Justo Gamboa | 18:00   | 5 de enero de 2025 |
| Libertad (Cdia)           | 0 - 2     | Colegiales (Cdia)   | Parque Mitre | 20:30   | 7 de enero de 2025 |

| Fecha 5                   | Fecha 5   | Fecha 5           | Fecha 5             | Fecha 5 | Fecha 5             |
| Local                     | Resultado | Visita            | Estadio             | Hora    | Fecha               |
| ------------------------- | --------- | ----------------- | ------------------- | ------- | ------------------- |
| Santa María de Oro (Cdia) | 0 - 1     | Colegiales (Cdia) | Ciudad de Concordia | 18:00   | 12 de enero de 2025 |
| Constitución (Cdia)       | 1 - 0     | Libertad (Cdia)   | Ciudad de Concordia | 20:30   | 13 de enero de 2025 |

| Fecha 6           | Fecha 6   | Fecha 6                   | Fecha 6             | Fecha 6 | Fecha 6             |
| Local             | Resultado | Visita                    | Estadio             | Hora    | Fecha               |
| ----------------- | --------- | ------------------------- | ------------------- | ------- | ------------------- |
| Libertad (Cdia)   | 3 - 0     | Santa María de Oro (Cdia) | Parque Mitre        | 20:00   | 17 de enero de 2025 |
| Colegiales (Cdia) | 2 - 0     | Constitución (Cdia)       | Ciudad de Concordia | 20:30   | 17 de enero de 2025 |

1. ↑  Encuentro suspendido a los 37’ del segundo tiempo con un marcador parcial de 0 a 0, debido a una agresión al arbitro por parte de un jugador de Constitución.[3] El tribunal de disciplina resolvió dar por finalizado el encuentro con victoria de Santa María de Oro por 1 a 0.[4]

## Tabla general de clasificados
| Pos. | Equipo                | Pts. | PJ | Prom. | PG | PE | PP | GF | GC | Dif | GFV |
| ---- | --------------------- | ---- | -- | ----- | -- | -- | -- | -- | -- | --- | --- |
| 1    | Deportivo Urdinarrain | 16   | 6  | 2.67  | 5  | 1  | 0  | 14 | 3  | 11  | 8   |
| 2    | Don Bosco             | 10   | 4  | 2.5   | 3  | 1  | 0  | 15 | 5  | 10  | 6   |
| 3    | Independiente (VdR)   | 15   | 6  | 2.5   | 5  | 0  | 1  | 13 | 4  | 9   | 5   |
| 4    | Los Teros             | 10   | 4  | 2.5   | 3  | 1  | 0  | 6  | 2  | 4   | 3   |
| 5    | Barrio Congo          | 10   | 4  | 2.5   | 3  | 1  | 0  | 5  | 2  | 3   | 3   |
| 6    | ADEV                  | 14   | 6  | 2.33  | 4  | 2  | 0  | 16 | 9  | 7   | 6   |
| 7    | Colegiales            | 14   | 6  | 2.33  | 4  | 2  | 0  | 7  | 1  | 6   | 4   |
| 8    | Atl. María Grande     | 9    | 4  | 2.25  | 3  | 0  | 1  | 5  | 1  | 4   | 1   |
| 9    | Caballú               | 13   | 6  | 2.17  | 4  | 1  | 1  | 8  | 2  | 6   | 2   |
| 10   | Central Larroque      | 8    | 4  | 2     | 2  | 2  | 9  | 6  | 3  | 3   | 2   |
| 11   | Lanús (CdU)           | 9    | 6  | 1.5   | 2  | 3  | 1  | 8  | 7  | 1   | 3   |
| 12   | Juventud Urdinarrain  | 13   | 6  | 2.17  | 4  | 1  | 1  | 14 | 3  | 11  | 5   |
| 13   | Defensores de Colón   | 11   | 6  | 1.83  | 3  | 2  | 1  | 16 | 9  | 7   | 10  |
| 14   | Camba Cuá             | 11   | 6  | 1.83  | 3  | 2  | 1  | 5  | 3  | 2   | 2   |
| 15   | Juventud Unida        | 7    | 4  | 1.75  | 2  | 1  | 1  | 5  | 3  | 2   | 2   |
| 16   | Talleres              | 7    | 4  | 1.75  | 2  | 1  | 1  | 3  | 2  | 1   | 1   |